# Quatre morceaux pour violin avec accompagnement de piano opus 43
Quatre morceaux pour violin avec accompagnement de piano is een compositie van Christian Sinding. Hij droeg dit stukje kamermuziek op aan Henri Marteau. Het werk heeft een lager opusnummer dan zijn Eerste vioolconcert, dat zo werd gepromoot Marteau. Het is dus waarschijnlijk dat het “opgedragen aan” pas later is toegevoegd. De kleine omschrijving annex recensie, die op de uitgave van Wilhelm Hansen Musikverlag wordt vermeld, is gedateerd op september 1900. Dat is twee jaar na de première van genoemd vioolconcert. Marteau nam toen pas het werk van Sinding onder zijn hoede. De eerstbekende uitvoering van het werk was in Salle Erard te Parijs door Henri Marteau op 20 februari 1900, hetgeen de bovenstaande geschiedenis onderschrijft. Het verklaart tevens de Franse titel, Sinding hield vaak Noorse of Duitse titels aan, maar niet voor dit werk.
Dat Sinding goed voor viool kon schrijven is niet verwonderlijk, het was zijn “eigen” muziekinstrument. Het werk verdween in de 20e eeuw van het repertoire op de Prélude na.    
De vier stukjes hebben de volgende titels meegekregen:
- Prélude in non troppo lento
- Ballade in andante
- Berceuse in andantino
- Fête in allegro risoluto